# Grzyby wyższe

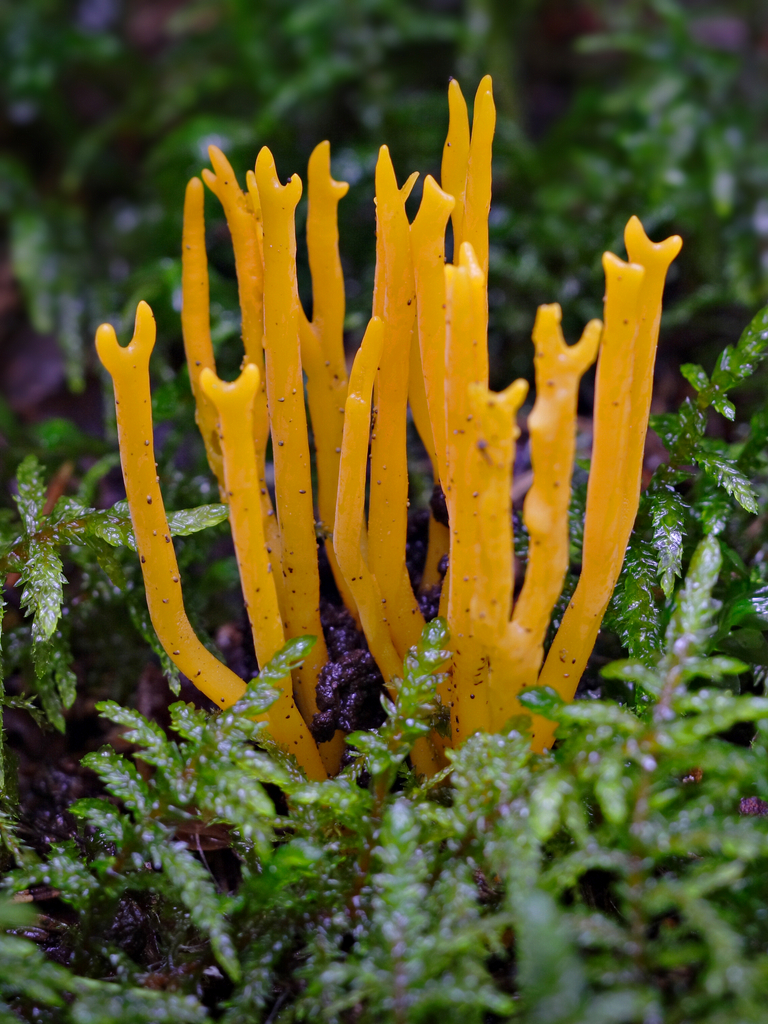
Pięknoróg lepki

Grzyby wyższe – nieformalna nazwa nadawana grzybom z grup workowców (Ascomycota) i podstawczaków (Basidiomycota). Wiele z nich osiąga stosunkowo duże rozmiary i ma skomplikowaną budowę (plektenchyma), tworząc owocniki. Grupa ta przeciwstawiana jest tzw. grzybom niższym.